# Kościół Nawiedzenia Najświętszej Maryi Panny w Grabówce
Kościół Nawiedzenia Najświętszej Maryi Panny – drewniany kościół, który znajdował się w Grabówce, w dekanacie Grabownica. Zniszczony przez pożar w 2007 roku.

## Historia
Kościół został wzniesiony w latach 1624–1631 przez Hieronima Nagórskiego. Pierwotnie znajdował się w Grabownicy Starzeńskiej. W roku 1921, gdy w Grabownicy wybudowano murowaną świątynię, kościół został przeniesiono do Grabówki, gdzie utworzono parafię pw. Nawiedzenia Najświętszej Maryi Panny. Był to budynek jednonawowy, konstrukcji zrębowej, na podmurowaniu, z prostokątnym prezbiterium. Na chórze znajdował się XVIII-wieczny prospekt organowy. Dachy (osobne dla korpusu świątyni i prezbiterium) miały konstrukcję dwuspadową, były pokryte blachą i zwieńczone oktagonalną wieżyczką z latarnią. Ściany pokryto szalunkiem z desek.
Wyposażenie pochodziło z XVII–XIX stulecia, a do najcenniejszych przedmiotów należała belka tęczowa z siedemnastowiecznym krucyfiksem oraz figurami Matki Boskiej i św. Jana z XIX wieku. Na plebanii znajdowały się 3 ikony, pochodzące z cerkwi św. Mikołaja w Grabówce.
W nocy z 18 na 19 kwietnia 2007 r. wybuchł pożar, który poważnie uszkodził świątynię. Planowanej odbudowy ostatecznie zaniechano.
W latach 2008–2010 w niedalekiej odległości od spalonej świątyni wybudowano nowy murowany kościół parafialny.

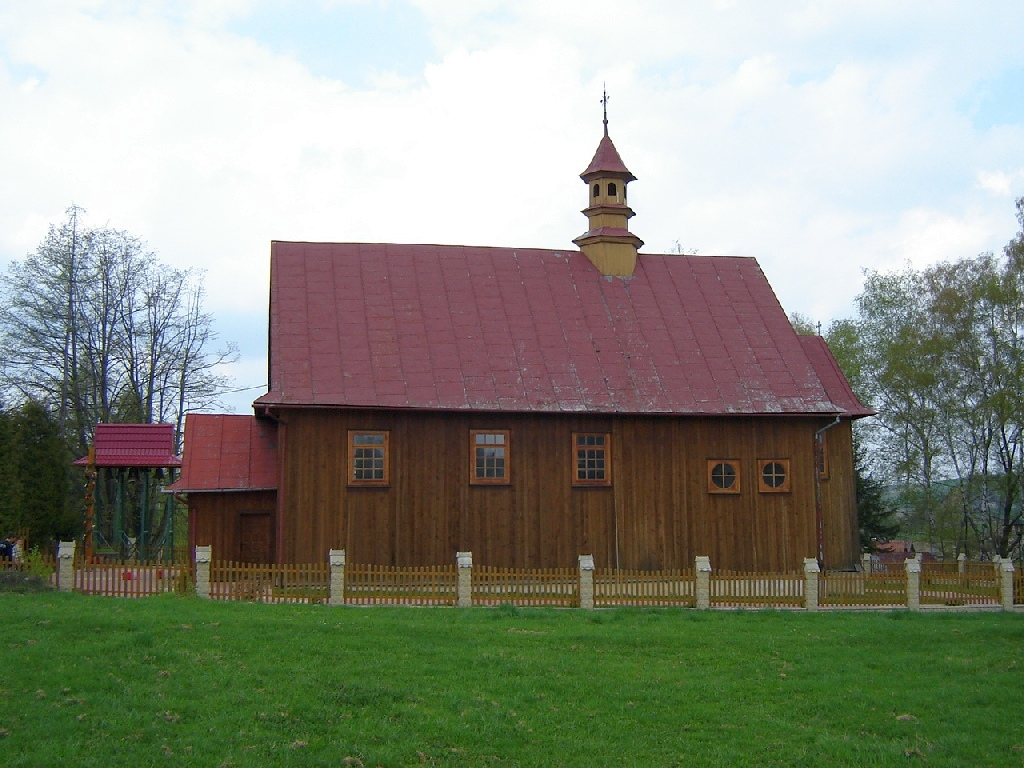
Widok ogólny (2006)
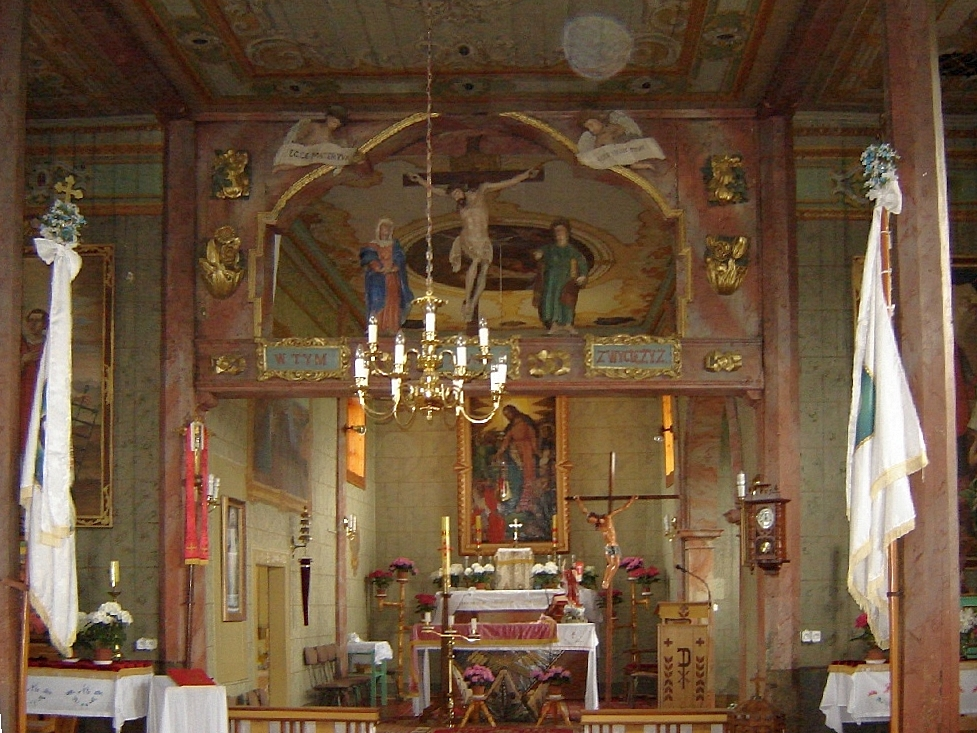
Wnętrze (2006)

## Pożar
Dnia 18 kwietnia 2007 ok. godziny 23:00 do Komendy Powiatowej Państwowej Straży Pożarnej w Brzozowie został zgłoszony pożar kościoła w Grabówce. Gdy na miejsce przybyły pierwsze jednostki straży pożarnej, ogniem objęty był cały strych kościoła oraz wieża. Ogień pojawił się też na ścianie zewnętrznej, w okolicy przyłącza energetycznego. Przystąpiono do gaszenia wieżyczki, dachu oraz wnętrza kościoła; strażacy rozpoczęli też ewakuację mienia kościelnego. Ze względu na szybki rozwój pożaru poddasza wystąpiło zagrożenie zawalenia się stropu i strażacy zostali wycofani ze środka budynku. Na dach kościoła kierowano pianę gaśniczą z podnośnika hydraulicznego.
Pożar zniszczył część ścian, wypalone zostały wszystkie ściany wewnątrz, a także boczne ołtarze. Dach zawalił się do środka, ale nie naruszył konstrukcji nośnych. Ocalały dwie przybudówki – zakrystia i wejście, uratowano też część przedmiotów, m.in. obraz z ołtarza głównego, obrazy stacji drogi krzyżowej i krzyż stojący przy ołtarzu.
W akcji gaśniczej, trwającej całą noc, brały udział 32 jednostki gaśnicze (ok. 100 strażaków). Do działań skierowano zastępy Ochotniczej Straży Pożarnej z terenu całego powiatu.

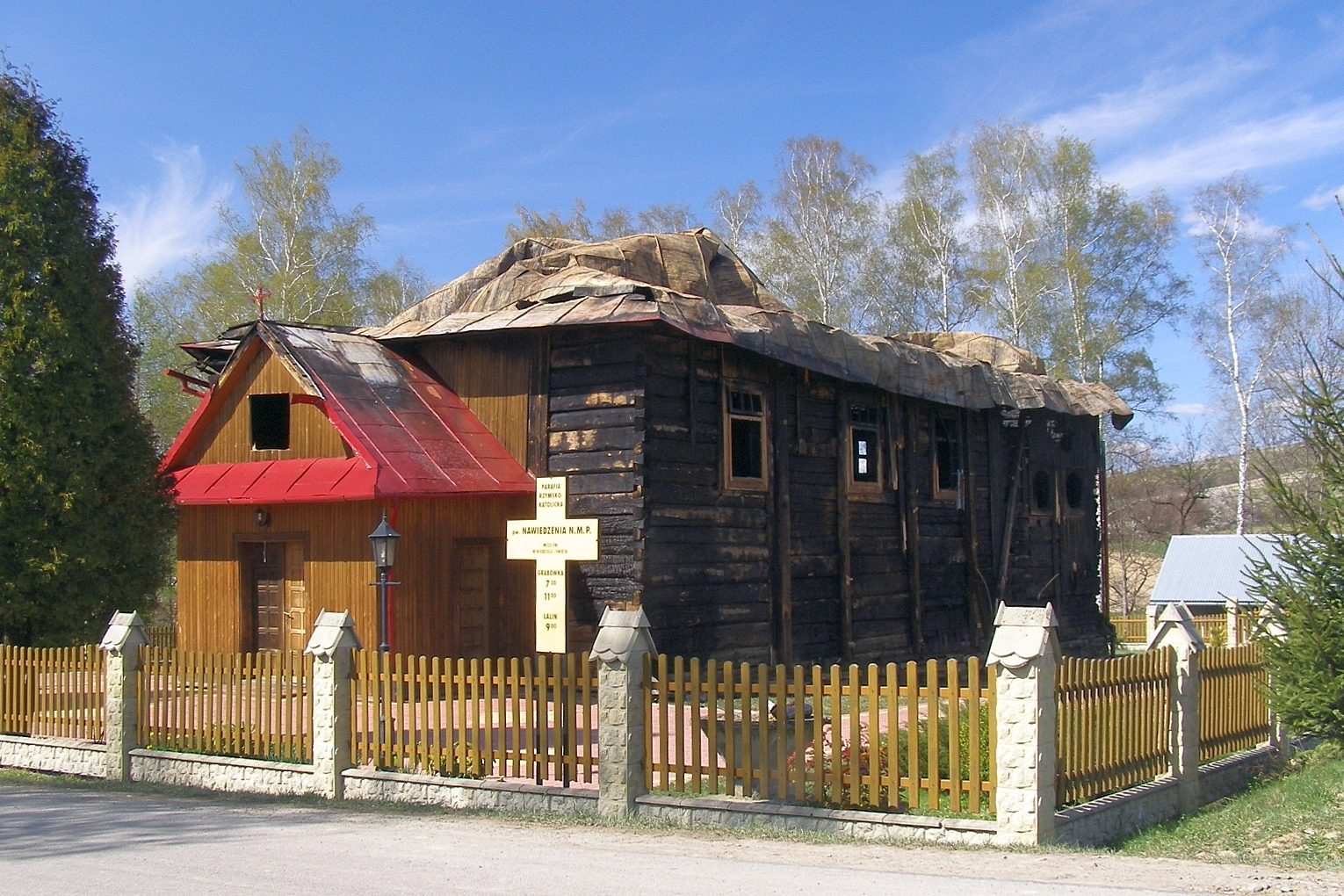
21.04.2007
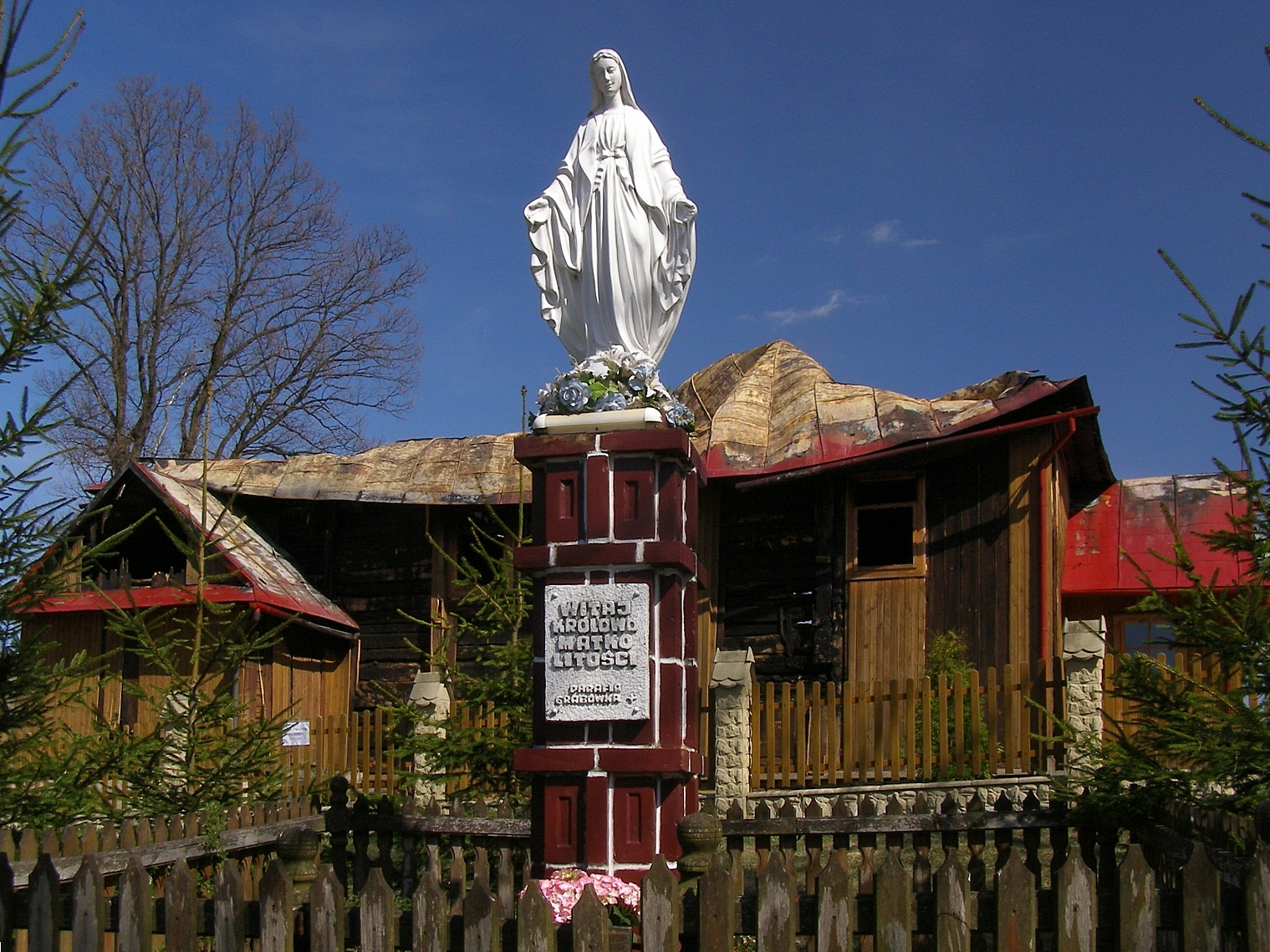
21.04.2007
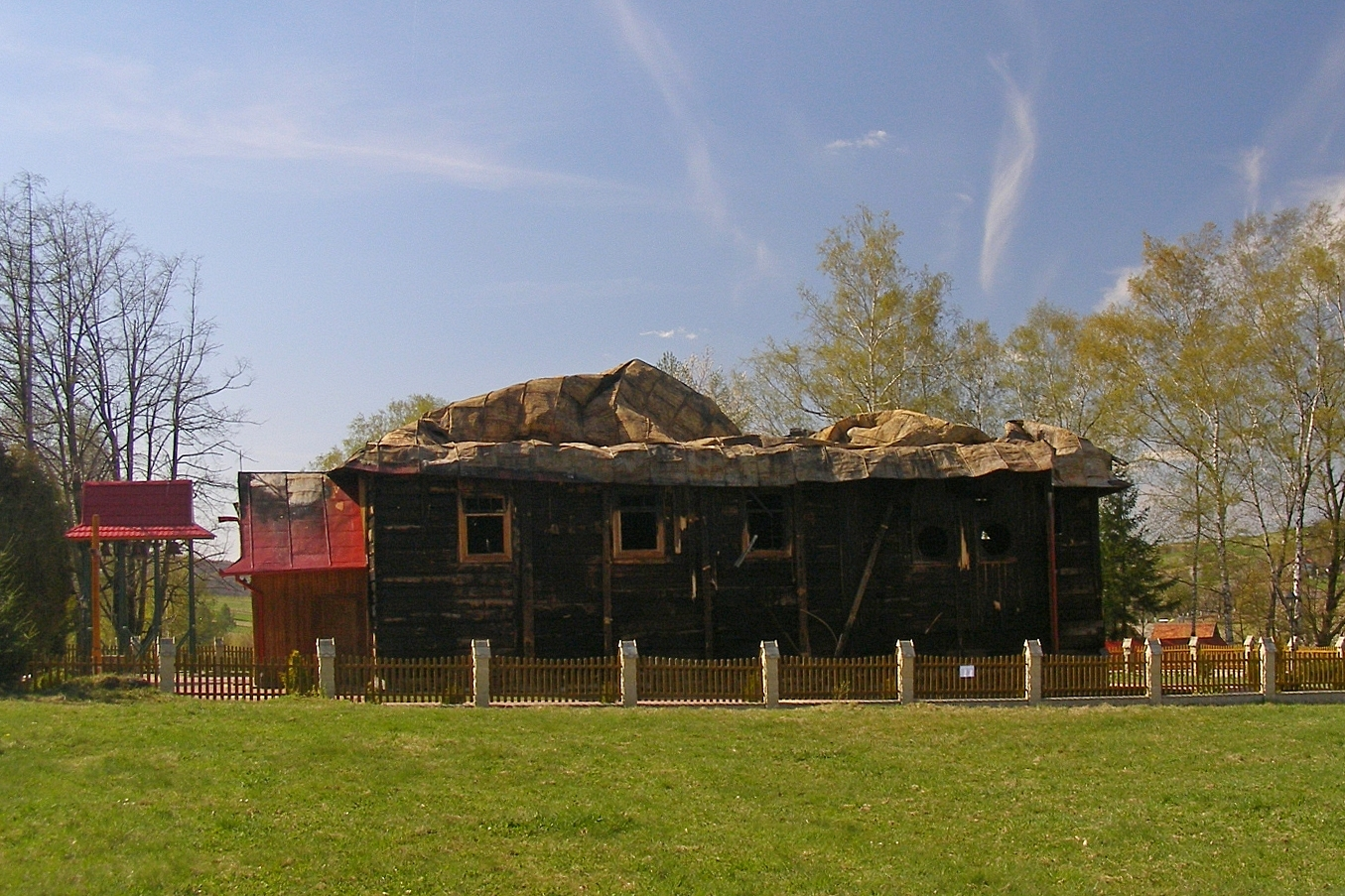
21.04.2007